# Hofanlage Hiddigwarder Straße 37
Die Hofanlage Hiddigwarder Straße 37, bzw. Alte Dorfschule, in Berne-Hiddigwarden an der Ollen stammt aus dem 19. Jahrhundert.
Aktuell (2023) wird sie als Wohnhaus genutzt.
Die Gebäude stehen unter Denkmalschutz (siehe auch Liste der Baudenkmale in Berne).

## Geschichte
Im Kern des Dorfes stehen sechs nebeneinanderliegende Hofanlagen. Diese Hofanlage mit altem Baumbestand besteht aus
- dem eingeschossigen giebelständigen massiven verklinkerten Wohn- und Wirtschaftsgebäude von 1852 (Inschrift) als Vierständer-Hallenhaus mit reetgedecktem Krüppelwalmdach, Niedersachsengiebel mit Uhlenloch und Grooter Door mit Korbbogen,[2]
- der eingeschossigen giebelständigen Scheune aus der Mitte des 19. Jahrhunderts in Fachwerk in Ankerbalkenkonstruktion, mit Steinausfachungen sowie mit reetgedecktem Walmdach, Niedersachsengiebel und Querdurchfahrt[3]
- sowie weiteren nicht denkmalgeschützten Nebenanlagen.

Das Landesdenkmalamt befand: „… geschichtliche Bedeutung … als beispielhafte Gruppe von Hofanlagen mit Nebengebäuden und Heuerhäusern … .“